# Nová Ves (Kocbeře)
Nová Ves (německy Neudorf) je malá vesnice, část obce Kocbeře v okrese Trutnov. Nachází se asi 1,5 km na jihozápad od Kocbeří, ve východním sousedství města Dvůr Králové nad Labem. V roce 2009 zde bylo evidováno 16 adres. V roce 2001 zde trvale žilo 31 obyvatel.
Nová Ves leží v katastrálním území Kocbeře o výměře 10,93 km2.

## Historie
První písemná zmínka o obci pochází z roku 1654.

## Pamětihodnosti
- Boží muka